# 필리핀 공산당
필리핀 공산당(Partido Komunista ng Pilipinas, 약자 PKP)은 1968년 필리핀 공산당에서 이탈한 조직이 결성한 마르크스-레닌-마오주의 정당이자 군사조직이다. 1972년부터 필리핀 정부를 상대로 유격전을 벌여왔다.

## 역사
1968년 기존 필리핀 공산당에서 호세 마리아 시손의 민족민주파가 이탈했다. 민족민주파는 마오주의에 영향을 받았으며, 마오쩌둥 주석의 생일에 맞추어 마르크스-레닌주의와 마오쩌둥 사상의 기조하에 필리핀 공산당을 창당했다. 필리핀 공산당은 1973년부터 민족민주전선과 신인민군을 조직해 페르난도 마르코스 독재정권을 상대로 유격전을 벌이면서 무장 투쟁을 시작했다.
1982년 필리핀 공산당은 마르크스-레닌주의를 비판하고 마르크스-레닌-마오주의라는 별도의 이념을 만들었으며, 당에서 마르크스-레닌주의자들을 추방했다. 1985년 마르코스가 쫓겨나자 필리핀 공산당은 합법적인 조직 설립을 모색하며, 그해 합법화된 원래의 필리핀 공산당과 경쟁했다.
그러나 1992년 필리핀 정부는 필리핀 공산당의 무장조직을 진압하기 시작했고, 필리핀 공산당은 제2차 정화를 실시해 조직이 다시 여러개의 정당 및 단체들로 분열되었다.
1995년부터 필리핀 정부는 필리핀 공산당을 상대로 평화 협상을 벌여왔으며, 많은 산하 조직들이 필리핀 공산당에서 이탈했다. 2017년 필리핀 공산당 출신 인사들이 로드리고 두테르테 행정부에 기용되는 것이 제안되었으나 기각되었고, 2019년 평화 협상 실패 이후 필리핀 정부는 이들을 테러조직으로 지정하였다.

## 이념
오늘날 필리핀 공산당의 이념은 호세 마리아 시손이 개발한 마르크스-레닌-마오주의에 기초한다. 이들의 목표는 인민전쟁 전술을 제외하고 인도 마르크스-레닌-마오주의 공산당과 본질적으로 동일하다. 그 대신 민족민주주의 혁명을 목적으로 민족민주전선을 운영하고 있으며, 이 조직은 신인민군을 통제한다. 필리핀 공산당은 현재 세계에서 규모가 가장 큰 마르크스-레닌-마오주의 조직이다.

## 같이 보기
- 마르크스-레닌-마오주의